# Rhèges
Rhèges – miejscowość i gmina we Francji, w regionie Grand Est, w departamencie Aube.
Według danych na rok 1999 gminę zamieszkiwały 192 osoby, a gęstość zaludnienia wynosiła 12 osób/km².